# Czaojangzaury
Czaojangzaury (Chaoyangsauridae) – rodzina dinozaurów z grupy ceratopsów (Ceratopsia).
Żyły w późnej jurze (około 150 mln lat temu).
Do rodziny tej zalicza się rodzaje: Chaoyangsaurus, Xuanhuaceratops